# 1220-as évek
Évszázadok: 12. század · 13. század · 14. század
Évtizedek: 1170-es évek · 1180-as évek · 1190-es évek · 1200-as évek · 1210-es évek · 1220-as évek · 1230-as évek · 1240-es évek · 1250-es évek · 1260-as évek · 1270-es évek
Évek: 1220 · 1221 · 1222 · 1223 · 1224 · 1225 · 1226 · 1227 · 1228 · 1229

## A világ vezetői
- II. András magyar király (Magyar Királyság) (1205–1235† )